# Cauchy-à-la-Tour
Cauchy-à-la-Tour è un comune francese di 2 915 abitanti situato nel dipartimento del Passo di Calais nella regione Alta Francia. È il luogo natale del politico francese Philippe Pétain.

## Società

### Evoluzione demografica
Abitanti censiti